# پنج هفته در بالن
پنج هفته در بالن (به فرانسوی: Cinq semaines en ballon) داستانی علمی-تخیلی است، نوشته ژول ورن نویسنده فرانسوی که برخی او را پدر ادبیات علمی-تخیلی خوانده‌اند.

## خلاصه داستان

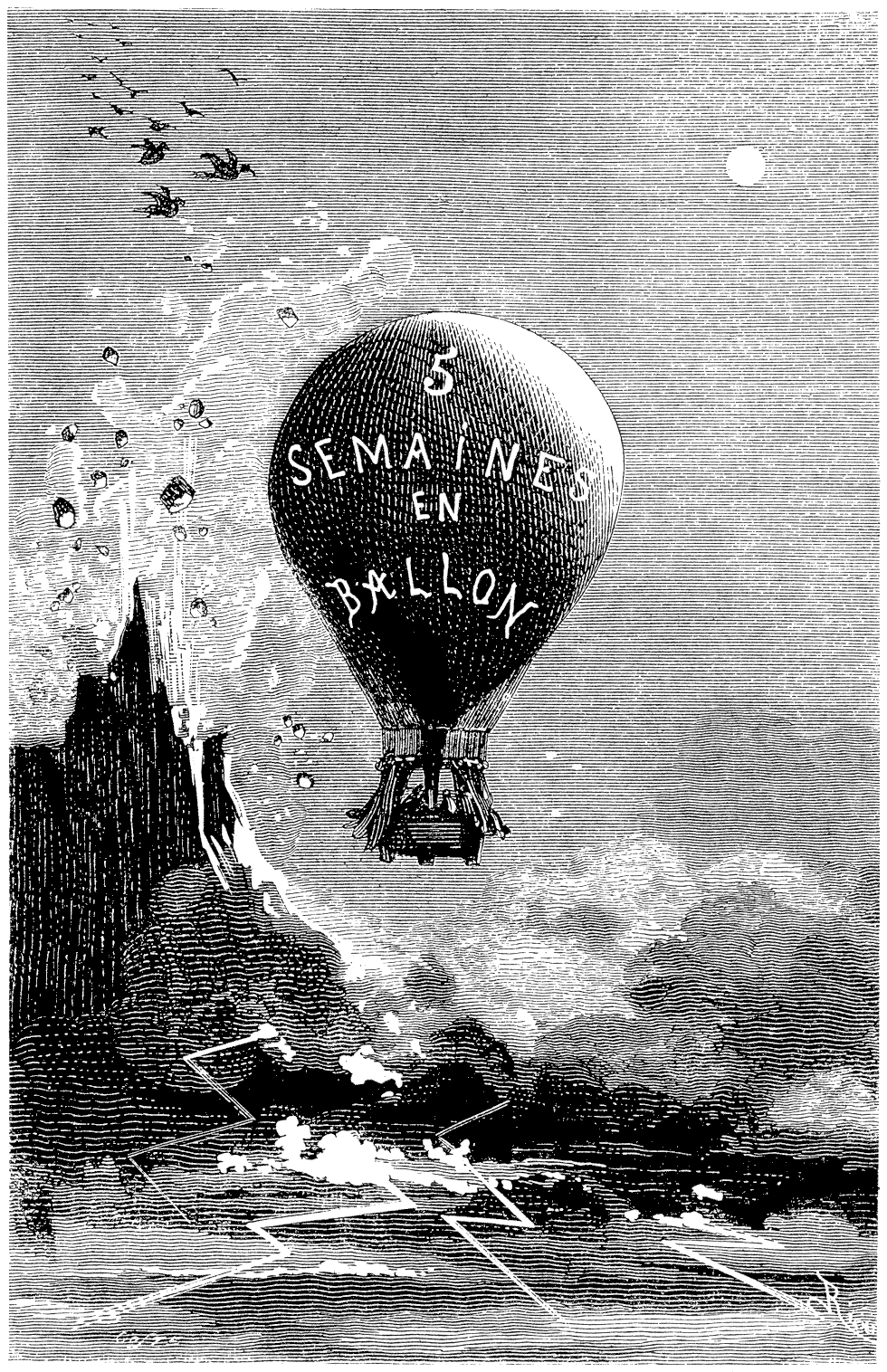
ژول ورن: پنج هفته در بالن (J. Hetzel & Cie, Paris 1863؛ تصاویر: Riou and de Montaut.

پروفسور فرگوسن تصمیم می‌گیرد که برای سفر اکتشافی به آفریقا برود اما به علت وجود خطر قبایل نامتمدن و حیوانات وحشی و هزار و یک دلیل دیگر سفر خود را هوایی در نظر می‌گیرد، او برای اینکار بالن را برمی‌گزیند و از دوست خود کندی هم دعوت به همکاری می‌کند، همچنین تصمیم می‌گیرد که نوکر خود جو را نیز که فردی باهوش و زرنگ است با خود همسفر کند، (از این جهت این کتاب ژول ورن بسیار شبیه به کتاب سفر به مرکز زمین است) همچنین جو چشمانی بسیار تیزبین داشت، برای پرواز دادن بالن، آن را با کشتی به جزیره‌ای در نزدیکی آفریقا می‌برند و با خشم مردم نامتمدن آفریقا روبرو می‌شوند اما سرانجام مسافرت آن‌ها آغاز می‌شود و دکتر فرگوسن به بالن نام ویکتوریا (پیروزی) را لقب می‌دهد.
در میانه راه بارها برای آب یا شکار یا استراحت پیاده می‌شوند، در شهر غزه پیاده می‌شوند و مردم آن‌ها را با خدای خود یعنی ماه اشتباه می‌گیرند و آن‌ها سلطان مردم را که بیمار بوده نجات می‌دهند و به راه خود ادامه می‌دهند، در یک شب فریاد کمک فردی را می‌شنوند و به کمک او می‌شتابند تا او را از شر وحشی‌ها نجات دهند و در اثر این کار مقدار زیادی آب از دست می‌دهند و سرانجام فرد را که کشیش و مقلد دین مسیح است نجات می‌دهند اما آن فرد به زودی می‌میرد و جسد او را در جایی که بعد متوجه می‌شوند معدن طلاست خاک می‌کنند و مقداری طلا برمی‌دارند، اما حال با کمبود آب و همچین نبود باد برای به حرکت درآوردن بالن دچار شده‌اند، سرانجام بعد از تحمل مدت‌ها بی آبی توفانی درمی‌گیرد و آن‌ها به سمت جنگل و چاهی می‌برد و آن‌ها مخازن آب و غذای خود را پر می‌کنند و به آسمان می‌روند، در بین راه پرندگان وحشی به آن‌ها حمله‌ور شده و برای بالا رفتن وسایل خود را به پایین می‌اندازند و در آخر جو خودش را فدا می‌کند تا بالن سبک شود، حال دکتر فرگوسن و کندی به دنبال هم سفر خود می‌گردند.
سرانجام جو را که از دست یک قبیله وحشی عرب فرار می‌کرد نجات می‌دهند اما حالا درگیر قبیله دیگری می‌شوند و مجبور می‌شوند هر آنچه در بالن مانده را برای اینکه بالن بالاتر رود خالی کنند، در نهایت از دست گروه وحشی فرار می‌کنند و به سمت سنگال می‌روند که در آنجا سربازان فرانسوی از آن‌ها استقبال می‌کنند.